# Ajangiz
Ajangiz és un municipi de Biscaia, a la comarca de Busturialdea-Urdaibai.

## Eleccions municipals 2007
Quatre partits van presentar candidatura en l'ajuntament en les passades eleccions municipals; EAJ-PNB, EAE-ANV, EA i PP. Aquests van ser els resultats: 
- Eusko Abertzale Ekintza - Acció Nacionalista Basca : 186 vots (5 escons)
- Eusko Alderdi Jeltzalea - Partit Nacionalista Basc : 111 vots (2 escons)
- Eusko Alkartasuna : 28 vots (0 escons) * Partit Popular : 1 vot (0 escons)

Això va donar com guanyador la llista presentada per l'esquerra abertzale EAE-ANV. Els jeltzales van assolir 2 escons, mentre que EA i Populars no van assolir representació, aquest últim quedant-se molt lluny del mínim per a aconseguir representació, ja que solament van collir un vot en tota la localitat.

## Economia i Societat
L'alcalde de Ajangiz és Pedro Jesús Isasi Kalzakorta del PNB. En les eleccions autonòmiques d'abril de 2005 el partit més votat va ser la coalició nacionalista PNB-EA amb el 52,7% dels vots, seguit d'EHAK, que va treure el 41,1% dels vots. Els partits d'àmbit estatal van obtenir només un 1,8% dels vots.

## Història
Ajangiz ha estat lligat gairebé sempre al llarg de la història a la veïna Guernica. Entre 1940 i 1991 va estar annexionada al municipi de Guernica i Luno. Quan en 1991 Ajánguiz va recuperar la seva independència va perdre el barri d'Errenteria que va seguir unit a Guernica.

## Personatges il·lustres
- Valentín Aurre Apraiz (1912-1966): Poeta en basc i traductor.
- Anton Aurre Elorrieta (1927-2013): Capità de la marina mercant i polític basc, president de les Juntes Generals de Biscaia (1983-1995) i de la Fundació Sabino Arana (1995-1999) i president d'honor de la mateixa Fundació Sabino Arana (1999-2013)[2]